# DHB-Pokal 1981
Der DHB-Pokal 1981 war die siebente Austragung des Handballpokalwettbewerbs der Herren. Das Finale, das zum ersten Mal aus Hin- und Rückspiel bestand, fand am 28. und 30. Mai 1981 statt. Sieger wurde zum ersten Mal in der Vereinsgeschichte der TuS Nettelstedt, der auch den Europapokal der Pokalsieger 1980/81 gewann.

## Modus
Es traten 32 Mannschaften aus der Bundesliga, der Regionalliga (= 2. Liga), der Oberliga (= 3. Liga, in Berlin: Stadtliga) und dem Landesverband unterhalb der Oberliga im K.-o.-System gegeneinander an. Es wurde eine Hauptrunde ausgetragen. Danach erfolgte die weitere Ausspielung in Achtel-, Viertel und Halb-Finals sowie einem Endspiel.

## Teilnehmende Mannschaften
| Bundesliga die 14 Vereine der Saison 1980/81 | Regionalliga 13 Vereine der Saison 1980/81 | Oberliga 4 Vereine der Saison 1980/81                                  | Landesverband   |
| TV Großwallstadt VfL Gummersbach TUSEM Essen Frisch Auf Göppingen TuS Hofweier THW Kiel TuS Nettelstedt VfL Günzburg TV 05/07 Hüttenberg Bayer 04 Leverkusen SG Dietzenbach TSV Grün-Weiß Dankersen TSV Milbertshofen VfL Heppenheim | Berliner SV 1892 MTSV Schwabing VfL Fredenbeck VfL Hameln TSV Birkenau TSB Flensburg Reinickendorfer Füchse TuS Griesheim SG Leutershausen TuS Eintracht Wiesbaden TV Oppum TB Wülfrath SC Saargold Lisdorf | DJK TB 08 Ratingen SG Köndringen/Teningen TSV Limmer HC TuRa Bergkamen | TG Nieder-Roden |

## Erste Hauptrunde
Die Spiele der ersten Hauptrunde fanden am 14. und 15. März 1981 statt.
| Datum             | Mannschaft 1                |   | Mannschaft 2                 | Ergebnis |
| ----------------- | --------------------------- | - | ---------------------------- | -------- |
| 14./15. März 1981 | VfL Heppenheim (BL)         | – | TV Großwallstadt (BL)        | 15:24    |
| 14./15. März 1981 | Frisch Auf Göppingen (BL)   | – | Bayer 04 Leverkusen (BL)     | 15:13    |
| 14./15. März 1981 | TSV Milbertshofen (BL)      | – | TuS Nettelstedt (BL)         | 11:15    |
| 14./15. März 1981 | VfL Günzburg (BL)           | – | Berliner SV 1892 (RL)        | 21:15    |
| 14./15. März 1981 | MTSV Schwabing (RL)         | – | THW Kiel (BL)                | 15:18    |
| 14./15. März 1981 | VfL Fredenbeck (RL)         | – | SG Dietzenbach (BL)          | 17:21    |
| 14./15. März 1981 | VfL Hameln (RL)             | – | TV 05/07 Hüttenberg (BL)     | 10:18    |
| 14./15. März 1981 | TSV Birkenau (RL)           | – | VfL Gummersbach (BL)         | 21:26    |
| 14./15. März 1981 | TSB Flensburg (RL)          | – | TSV Grün-Weiß Dankersen (BL) | 15:17    |
| 14./15. März 1981 | Reinickendorfer Füchse (RL) | – | TuS Hofweier (BL)            | 15:13    |
| 14./15. März 1981 | TuS Griesheim (RL)          | – | TUSEM Essen (BL)             | 16:17    |
| 14./15. März 1981 | SG Leutershausen (RL)       | – | TuS Eintracht Wiesbaden (RL) | 19:15    |
| 14./15. März 1981 | DJK TB 08 Ratingen (OL)     | – | TV Oppum 1894 (RL)           | 26:24    |
| 14./15. März 1981 | SG Köndringen/Teningen (OL) | – | TB Wülfrath (RL)             | 15:19    |
| 14./15. März 1981 | TG Nieder-Roden (LV)        | – | SC Saargold Lisdorf (RL)     | 16:18    |
| 14./15. März 1981 | TSV Limmer (OL)             | – | HC TuRa Bergkamen (OL)       | 15:14    |

## Achtelfinale
Die Spiele der Achtelfinals fanden am 4. und 5. April 1981 statt.
| Datum          | Mannschaft 1                |   | Mannschaft 2                 | Ergebnis    |
| -------------- | --------------------------- | - | ---------------------------- | ----------- |
| 4. Apr. 1981   | TV 05/07 Hüttenberg (BL)    | – | THW Kiel (BL)                | 15:21       |
| 4. Apr. 1981   | Reinickendorfer Füchse (RL) | – | Frisch Auf Göppingen (BL)    | 17:16 n. V. |
| 04./05.04.1981 | TUSEM Essen (BL)            | – | SG Dietzenbach (BL)          | 22:18       |
| 04./05.04.1981 | SC Saargold Lisdorf (RL)    | – | VfL Gummersbach (BL)         | 14:21       |
| 04./05.04.1981 | SG Leutershausen (RL)       | – | TuS Nettelstedt (BL)         | 19:22       |
| 04./05.04.1981 | TB Wülfrath (RL)            | – | TSV Grün-Weiß Dankersen (BL) | 14:19       |
| 04./05.04.1981 | TSV Limmer (OL)             | – | VfL Günzburg (BL)            | 11:20       |
| 04./05.04.1981 | DJK TB 08 Ratingen (OL)     | – | TV Großwallstadt (BL)        | 13:16       |

## Viertelfinale
Die Spiele der Viertelfinals fanden vom 25. bis 29. April 1981 statt.
| Datum          | Mannschaft 1         |   | Mannschaft 2                 | Ergebnis |
| -------------- | -------------------- | - | ---------------------------- | -------- |
| 25./26.04.1981 | TUSEM Essen (BL)     | – | TSV Grün-Weiß Dankersen (BL) | 25:18    |
| 25./26.04.1981 | VfL Günzburg (BL)    | – | VfL Gummersbach (BL)         | 20:17    |
| 29. Apr. 1981  | TuS Nettelstedt (BL) | – | TV Großwallstadt (BL)        | 15:14    |
| 25. Apr. 1981  | THW Kiel (BL)        | – | Reinickendorfer Füchse (RL)  | 21:16    |

## Halbfinale
Die Spiele der Halbfinals fanden am 16. und 17. April 1981 statt.
| Datum          | Mannschaft 1         |   | Mannschaft 2     | Ergebnis |
| -------------- | -------------------- | - | ---------------- | -------- |
| 16./17.05.1981 | TuS Nettelstedt (BL) | – | TUSEM Essen (BL) | 15:14    |
| 16./17.05.1981 | VfL Günzburg (BL)    | – | THW Kiel (BL)    | 21:14    |

## Finale
Das Finale um den DHB-Pokal, das zum ersten Mal aus Hin- und Rückspiel bestand, wurde am 28. und 30. Mai 1981 zwischen dem VfL Günzburg und dem TuS Nettelstedt ausgetragen. Den Pokal sicherte sich zum ersten Mal in der Vereinsgeschichte die Mannschaft vom TuS Nettelstedt, die das Team des VfL Günzburg mit 37:36 (Hinspiel 15:19, Rückspiel 22:17) besiegte.
| Datum        | Mannschaft 1         |   | Mannschaft 2         | Ergebnis |
| ------------ | -------------------- | - | -------------------- | -------- |
| 28. Mai 1981 | VfL Günzburg (BL)    | – | TuS Nettelstedt (BL) | 19:15    |
| 30. Mai 1981 | TuS Nettelstedt (BL) | – | VfL Günzburg (BL)    | 22:17    |